# Aziz Hitou
Aziz Hitou (1 februari 1990) is een Belgisch zaalvoetbaler.

## Levensloop
Hitou volgde een lerarenopleiding aan de Artesis Hogeschool te Antwerpen, alwaar hij in 2013 afstudeerde als sportleraar. Sinds 2015 is hij werkzaam als jeugdwerker.
Hij is actief in het futsal bij FT Antwerpen. Met deze club werd hij landskampioen in het seizoen 2011-'12, won hij de Beker van België in het seizoen 2010-'11 en was hij bekerfinalist in 2015-'16. Tevens ontving hij in 2012 de Gouden Schoen, een jaar eerder werd hij verkozen tot beste belofte. Daarnaast kwam hij in het seizoen 2012-'13 tevens uit voor KFC Duffel in de vierde klasse.
In het seizoen 2016-'17 kwam hij uit voor ZVV 'T Knooppunt Amsterdam. Met deze club werd hij landskampioen en finalist in de KNVB Beker. Na een seizoen keerde hij terug naar FT Antwerpen. In 2019 won hij met deze club de Supercup en waren ze finalist in de Beker van België.
Daarnaast werd hij 41 maal geselecteerd voor de nationale ploeg, waarvoor hij 12 doelpunten maakte. 

## Palmares
- Gouden Schoen: 2012
- Landskampioen België: 2012
- Landskampioen Nederland: 2017
- Finalist KNVB Beker: 2017
- Beker van België: 2011
- Finalist Beker van België: 2016 en 2019
- Supercup: 2019